# Emphylica xanthocrossa
Emphylica là một chi bướm đêm thuộc họ Crambidae. Chi này chỉ gồm loài Emphylica xanthocrossa, thường thấy ở Australia.